# Channa lucius
Channa lucius е вид бодлоперка от семейство Channidae. Видът не е застрашен от изчезване.

## Разпространение и местообитание
Разпространен е във Виетнам, Индонезия (Калимантан, Сулавеси, Суматра и Ява), Камбоджа, Лаос, Малайзия (Западна Малайзия, Сабах и Саравак) и Тайланд.
Обитава сладководни басейни, реки и потоци.

## Описание
На дължина достигат до 40 cm.